# Волкодав Віктор Володимирович (науковець)
Віктор Володимирович Волкодав — український науковець, кандидат сільськогосподарських наук (1998), член-кореспондент Національної академії аграрних наук України (2002), директор Навчально-наукового центру генетичних ресурсів, сортовивчення та сортознавства, професор.

## Життєпис
1974 року закінчив Українську сільськогосподарську академію. Протягом 1977—1980 років працював у Зарічненському районі Рівненської області — старший агроном, головний агроном.
Переведений на роботу в Міністерство сільського господарства УРСР, протягом 1980—1983 — головний агроном Управління кормів, луків та пасовищ. З 1983 по 1986 рік — головний агроном Головного управління сільськогосподарської науки.
1986 року очолив інспектуру Держкомісії із сортовипробування Держагропрому СРСР по Українській РСР, керував відповідником в Україні до 1998 року.
1988 року здобув ступінь кандидата сільськогосподарських наук, дисертація «Удосконалення методів випробування сортів зернових культур та визначення рівня їх адаптивності до ґрунтово-кліматичних зон України».
З 1998 року — начальник управління виробництва зерна, Міністерства сільського господарства України.
1998 року присвоєно почесне звання заслуженого працівника сільського господарства України.
2002 року обраний членом-кореспондентом УААН, відділення рослинництва.
З 1989 по 2008 рік — голова Державної служби з охорони прав на сорти рослин.
Протягом 2008—2010 — генеральний директор Наукового інноваційного центру «Слов'янський». В 2010—2011 роках працював у Національному університеті біоресурсів і природокористування України, професор кафедри селекції, кормовиробництва та насінництва.
Від 2011 року — директор Навчально-наукового центру генетичних ресурсів, сортовивчення та сортознавства.
Опубліковано понад 120 його наукових праць. Досліджує
- насінництво культивованих рослин
- науково-технічну експертиза сортів рослин
- сортовивчення та сортознавство

Серед робіт:
- «Озима пшениця на державних сортовипробувальних участках України», 1989
- «Про критерії оцінки господарської цінності сортів у державному випробуванні (основні підходи на прикладі гречки)», 1997, у співавторстві
- «Інформаційні технології для визначення господарчої цінності сортів і їх біологічних особливостей», 1999
- «Дослідження поліморфізму сортів GLYCINE MAX (L) MERRILL за допомогою електрофоретичного аналізу гліцинінів» 2002, у співавторстві.